# 孤岛惊魂：新曙光
《孤岛惊魂：新曙光》是一款由育碧蒙特利尔开发，育碧发行的第一人称射击游戏，于2019年2月15日在Microsoft Windows、PlayStation 4和Xbox One平台发售。本作的故事發生在《極地戰嚎5》之後。

## 背景
游戏剧情设定于《孤岛惊魂5》17年之后。在世界为核爆毁灭后，幸存者们试图重建希望郡的社区，却遭到以双胞胎姐妹“米齐”和“卢”为首的“拦路强盗”的洗劫与恐吓。别无选择的幸存者们只得与“新伊甸”（《孤岛惊魂5》中邪教“伊甸之門”的遗存）结盟，尽管其比前者更具威胁。此外5代主角郡警与反派“圣父”約瑟夫‧席德的命运也在此作得以揭示。

## 开发
该作由育碧蒙特利尔、育碧基辅、育碧布加勒斯特、育碧上海开发。艺术总监艾薩克·帕皮斯瑪多称团队一直以来都想要基于孤岛惊魂系列开发一款末日幻想风格游戏。不过团队避免使用黑暗黯淡的色调，并努力创造一个看起来充满活力的世界。
该作于2018年首次亮相，并定于2019年2月15日在Microsoft Windows、PlayStation 4以及Xbox One平台发售。

## 外部連結
- 官方网站（繁體中文）
- 官方网站（简体中文）